# Jana Mattukat
Jana Mattukat (* 1970) ist eine ehemalige deutsche Schauspielerin.

## Leben
Jana Mattukat war schon als Kinderdarstellerin in der DDR aktiv. So spielte sie Anne im Kinderfilm Die dicke Tilla. 1988 spielte sie die Königstochter Henriette im DEFA-Märchenfilm Froschkönig.
Sie absolvierte ein Schauspielstudium an der Hochschule für Schauspielkunst "Ernst Busch" Berlin. In den 1990er Jahren war sie Theater-Schauspielerin und spielte am Staatstheater Cottbus.
Heute arbeitet Mattukat als Logopädin in Potsdam.

## Filmografie
- 1982: Die dicke Tilla
- 1984: Biberspur
- 1987: Stielke, Heinz, fünfzehn…
- 1988: Froschkönig
- 1991: So schnell es geht nach Istanbul
- 1991: Mein Bruder, der Clown (TV)
- 1992: Schuld war nur der Bossa Nova
- 1993: Wer zweimal lügt